# Heutal

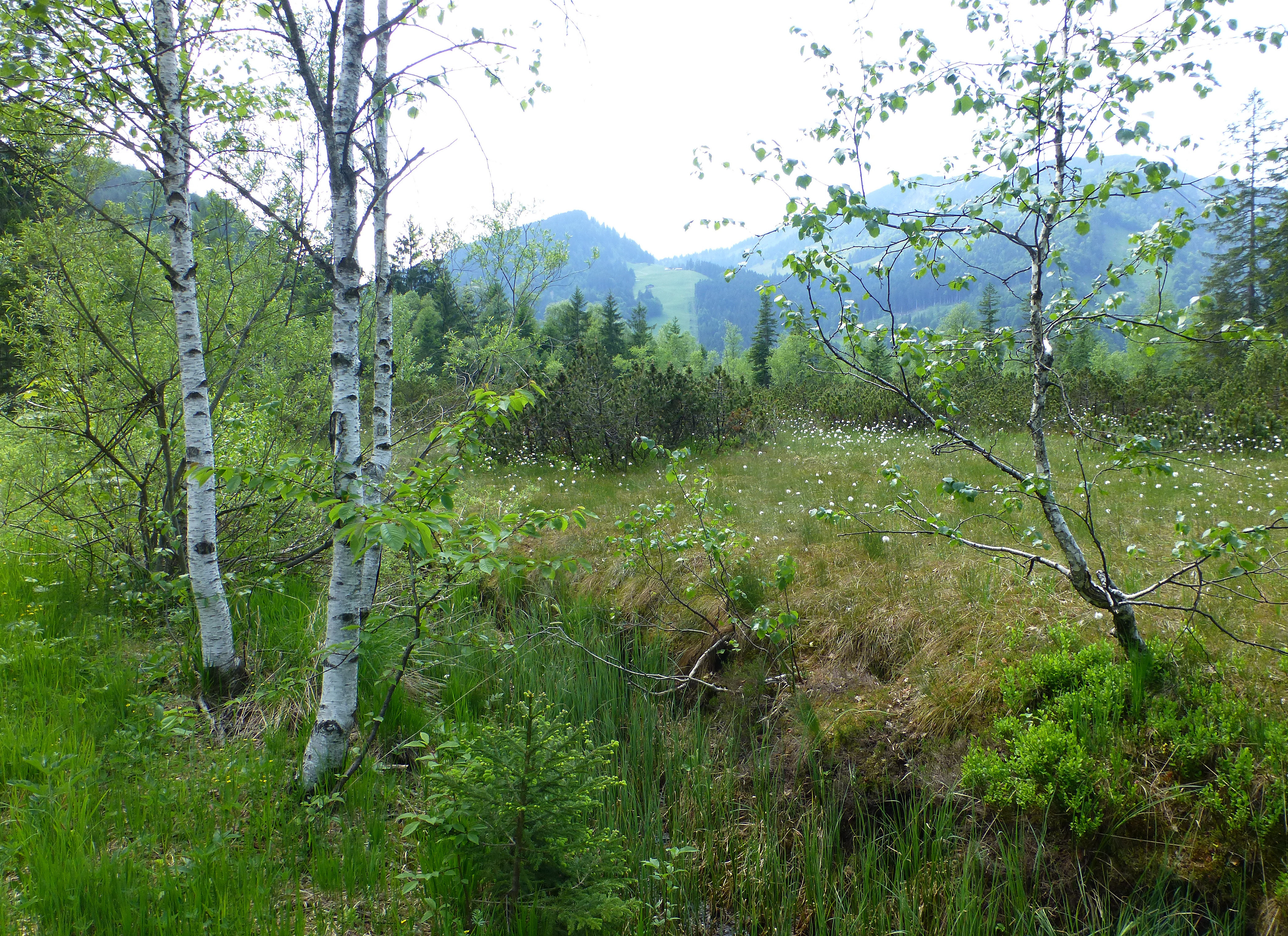
Mäander-Hochmoor im Heutal

Das Heutal (früher Heuthal) ist ein Hochtal in den Chiemgauer Alpen im Gemeindegebiet von Unken, Katastralgemeinde Gföll, im Salzburger Land an der Grenze zu Bayern. Es wird vom Oberlauf des Fischbachs durchflossen, eines Quellflusses der Weißen Traun oberhalb von Ruhpolding, von dem aus es aber nur auf Fußwegen zu erreichen ist.
Die Distrikte Tiefental, Ebenwald und Hirscheck mit Kothleiten des Reviers Unken 2 der Saalforste liegen im Heutal.

## Tourismus
Es gibt ein kleines Skigebiet mit drei Schleppliften. Der oberste führt auf einen Sattel am Dürrnbachhorn (1776 m) bis auf eine Höhe von ca. 1520 m und ist als Kurvenlift mit zwei Rechtskurven konzipiert. Im Winter gibt es auch ca. 50 km gespurten Loipen. Nicht weit entfernt liegen die Skigebiete Winklmoosalm-Steinplatte und Loferer Alm. Das Heutal ist auch ein günstiger Ausgangspunkt für Bergwanderer und Skitourengeher, die eine Besteigung des Sonntagshorns (1961 m) unternehmen wollen.
Weitere Lifte wurden von den Saalforsten als Grundeigentümer abgelehnt.